# Portrait de Maddalena Doni

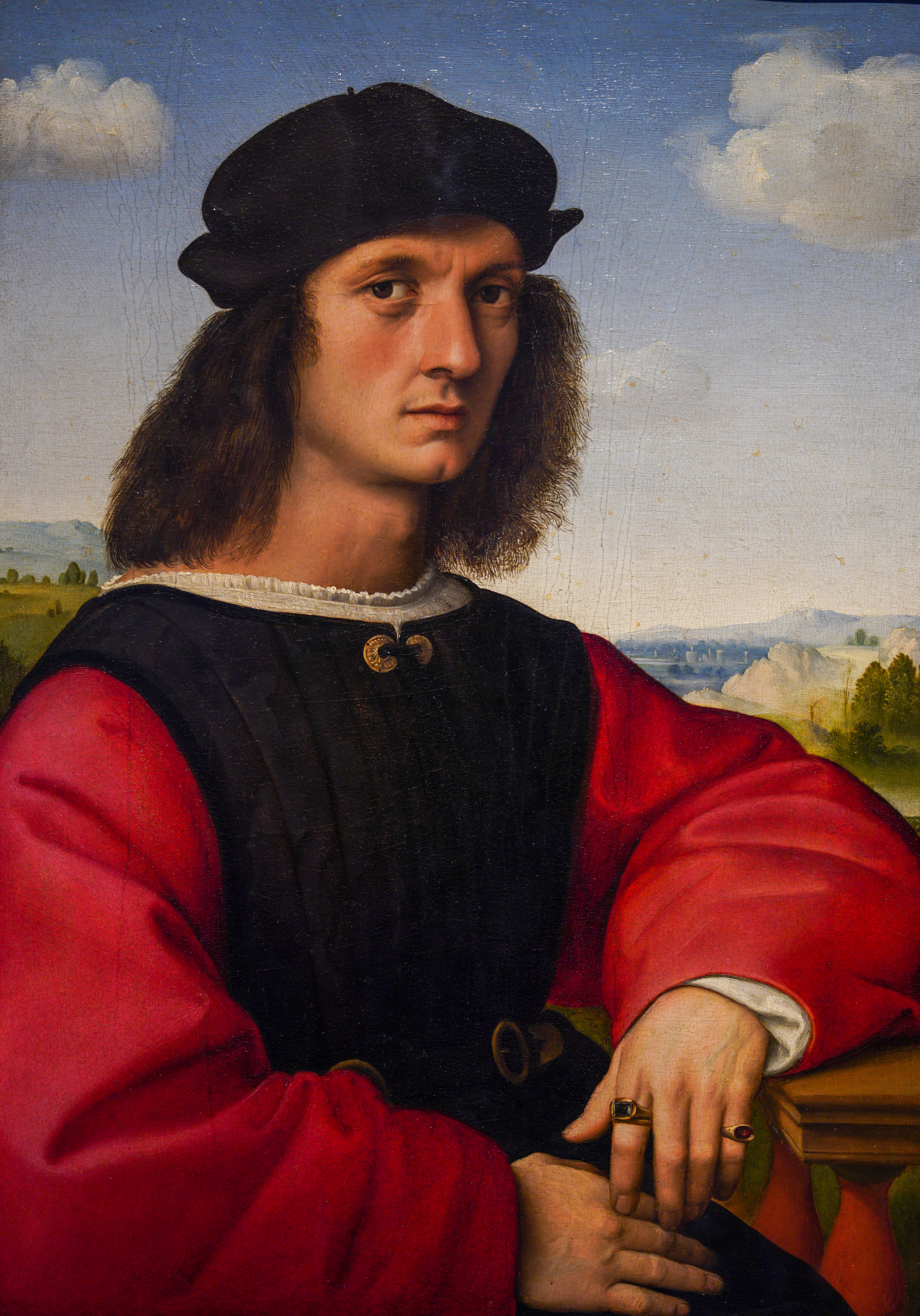
Portrait d'Agnolo Doni, le pendant du tableau.

Le Portrait de Maddalena Doni ou Portrait de Maddalena Strozzi est une peinture à l'huile sur bois de 63 × 45 cm, de 1506 environ, du peintre Raphaël, conservée à la Galerie des Offices, à Florence. Le tableau a été réalisé au cours de la période florentine de l'artiste.

## Histoire
Le portrait de Maddalena Doni (née Maddalena Strozzi) a été commissionné à Raphaël par son époux Agnolo Doni, un riche marchand et mécène florentin en même temps que le sien 1503.
Les deux portraits eurent à l'époque un grand succès.
L'œuvre est restée en possession de ses descendants jusqu'en 1826, quand elle a été cédée au grand-duc Léopold II de Toscane.
La réalisation du portrait de Maddalena est légèrement postérieure à celui de son époux.
Une radiographie du tableau a mis en évidence que le décor du portrait avait été représenté par une chambre avec fenêtre, d'autres études ont révélé que les dimensions du tableau ont été réduites afin de l'adapter en diptyque au portrait du mari.

## Description
Le personnage est représenté en buste tourné de trois-quarts vers la gauche, assis sur un balcon avec un parapet donnant sur un panorama, la tête tournée vers le spectateur.
L'œuvre dont l'impostation générale est inspirée par La Joconde, manque de l'évocation allusive et mystérieuse typique de Léonard de Vinci et privilégie la représentation fidèle des caractéristiques humaines.
En effet le personnage s'impose comme présence physique, le visage bien rempli, le regard dirigé vers l'extérieur, assumant pleinement le prestige de son rang social.
Maddalena porte des habits somptueux et des bijoux précieux attestant de ses vertus. Le collier porté avec fierté est un bijou serti de trois pierres différentes dont chacune a une symbolique précise : l'émeraude indique la chasteté, le rubis la force, le saphir la pureté. Enfin la grosse perle du collier en forme de goutte est le symbole de la fidélité matrimoniale.
L'habit est typique de la mode de l'époque avec d'amples manches enlevables, de couleur bleu azur et avec des damasquinages visibles à contre-jour. Elle porte un voile transparent sur ses épaules.
L'arrière-plan est constitué par un paysage ombrien, avec ses éléments typiques, quelques arbrisseaux, ainsi
que les collines se perdant au loin, sous un ciel bleu parsemé de quelques nuages.
Sur le verso des deux portraits se trouve une représentation monochrome du mythe de Deucalion et Pyrrha, en particulier le déluge envoyé par les dieux, attribué à un peintre tardif, suiveur de Raphaël.

## Analyse
La condition de riche bourgeoise est témoignée par la finesse de l'habit, des nombreux anneaux aux mains et par le regard assuré et direct.
La pose est caractérisée par une souplesse naturelle.
Sa posture n'est pas sans rappeler celle de La Joconde.
L'arbre isolé est typiquement du Pérugin.
Les détails physiques même ceux esthétiquement imparfaits sont traités par l'artiste avec une objectivité raffinée qui ne porte pas atteinte à la dignité du personnage.

## Sources
- (it) Cet article est partiellement ou en totalité issu de l’article de Wikipédia en italien intitulé « Ritratto di Maddalena Strozzi » (voir la liste des auteurs).